# Ноур, Алексей
Алексе́й Ноур (рум. Alexis Nour) — румынский и молдавский журналист, эссеист и политический активист, известный критикой Российской империи, а также поддержкой румынской аннексии Бессарабии. Колебался между русским национализмом и социализмом. Яростный критик царистской автократии. Основатель газеты Viața Basarabiei.
Во время Первой мировой войны Ноур критиковал румыно-российский союз. Выступал как германофил, прося о военной интервенции в Бессарабию, а также об аннексии Приднестровья. Позже выяснилось, что на самом деле он был агентом российского Охранного отделения.
В межвоенной Румынии Ноур продолжал оставаться независимым социалистом. Он выступал в поддержку прав человека, феминизма, освобождения евреев, а также аграрной реформы.
Умер, предположительно, в 1940 году.